# Štjak
Štjak – wieś w Słowenii, w gminie Sežana. W 2018 roku liczyła 67 mieszkańców.